# Prysmian
Prysmian — італійська транснаціональна корпорація з штаб-квартирою у Мілані, що була однією з найбільших компаній з виробництва високотехнологічної кабельної продукції та систем для передачі енергії і телекомунікаційної техніки.

## Історія
Компанію було засновано у 1879 році як Pirelli Cavi e Sistemi. Компанія знаходиться під непрямим керівництвом групи Goldman Sachs. 1 липня 2005 року тогочасна Prysmian Srl підписала угоду про придбання кабельного та системного підрозділу разом з підрозділом телекомунікаційних кабелів та систем «Pirelli & C. S.p.A.» Угоду було завершено 28 липня того ж року після погодження з антимонопольними органами.
16 січня 2007 року компанію Prysmian Srl було трансформовано в акціонерну корпорацію «Prysmian SpA» та проведено лістинг у індексу FTSE Mib на Міланські біржі.
22 листопада 2010 року Prysmian, що на той час була другою за обсягами продажів після Nexans, оголосила про намір купити частину Draka,, нідерландського виробника кабелів та одного з найбільших гравців світового ринку (8-ме місце за обсягом продажів станом на початок 2011 року). Угоду було укладено 8 лютого 2011 року.
Це об'єднання призвело до появи найбільшої компанії у світі, що займається виробництвом кабельно-провідникової продукції Нова компанія отримала назву Prysmian Group.